# 세계 우편의 날

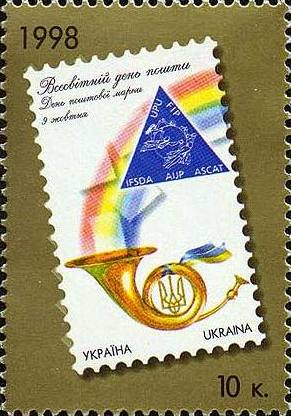

세계 우편의 날(영어: World Post Day)은 만국 우편 연합 (UPU)의 발족을 기념하는 날이다. 날짜는 매년 연합이 출범한 10월 9일에 정해져 있다.
1969년 10월 9일 일본 도쿄에서 만국 우편 연합 회의에서 처음으로 세계 우편의 날을 선언하였다. 이 제안은 인도 대표단의 일원인 Shri Anand Mohan Narula가 제출했다. 그 이후로, 우편 서비스의 중요성을 강조하기 위해 세계 우편의 날이 전 세계에서 축하되고 있다.